# Snowy Mountains
Die Snowy Mountains (dt. „Schneeberge“), umgangssprachlich auch als Snowies bezeichnet, bilden das höchste Gebirge Australiens, nicht jedoch des australischen Kontinentalblocks, und ihre höchsten Berge Mount Kosciuszko (2228 m) und Mount Townsend (2209 m) im Kosciuszko-Nationalpark sind die höchsten Berge des Landes.

## Lage
Die Snowy Mountains liegen im Südosten Australiens im Bundesstaat New South Wales, südwestlich von Canberra. Die Snowy Mountains gehören zu den Australischen Alpen, die wiederum Teil der Great Dividing Range sind, dem Küstengebirge, welches sich vom Norden Queenslands die Ostküste entlang bis nach Victoria zieht. Die höchsten Erhebungen ragen über die Waldgrenze hinaus. Mehrere Seen zeugen von mächtigen Gletschern, die während der Eiszeiten das Gebirge bedeckten. In den Snowy Mountains entspringen die Flüsse Snowy River und Murrumbidgee River, die einige der ältesten bekannten Organismen beherbergen.

## Aborigines
Im Gebiet des südöstlichen Australien lebten Aborigines seit mehr als 20.000 Jahren mit ihrer eigenen Identität und Sprache. Die einheimischen Aborigines der Snowy Mountains sprachen Ngarigo. Das Territorium der Ngarigo erstreckte sich 200 km nördlich und südlich über die Snowy Mountains hinaus und 120 km weiter östlich des Mount Kosciusczko. Die verwandte Sprachgruppe, die Wolgal bzw. die Walgalu hielten sich um den Murrumbidgee und Tumut River, um Kiandra, südlich von Tintaldra und nordöstlich von Queanbeyan auf.
Bei der ersten Entdeckungsreise von Europäern auf der Suche nach den Aborigines kam es im Jahre 1823 bei Cooma durch die Europäer Currie und Ovens und eines Aborigines, der bei der Verständigung half, zu einer friedvollen Begegnung, als sie auf eine Gruppe von Aborigines stießen, die sich in den Snowy Mountains aufhielten.
Vor der Zeit der europäischen Kolonisierung, wenn sich die Bogong-Falter hier zum Übersommern versammelten, kamen mehr als tausend Aborigines von den etwa 25.000 in New South Wales damals lebenden Aborigines in die Snowy Mountains. Diejenigen, die nicht Ngarigo sprachen, kamen aus dem Monarogebiet, Ngunnawal sprechende Stämme aus dem südlichen Hochland und Yuin sprechende Aborigines von der Südost-Küste Australiens, wie auch weitere Gruppen aus dem Süden der Snowy Mountains. Die Falter waren eine bedeutende Nahrungsquelle der Aborigines, wurden in Sand oder Asche geröstet und anschließend in einem Stück verspeist oder zu einer Paste zerrieben und zu einem haltbaren Kuchen getrocknet.
Die Aborigines wurden durch die europäische Kolonisation aus den Snowy Mountains und dem umgebenden Hochland verdrängt. Die anfängliche europäische Besiedlung wurde durch den Goldfund in Kiandra im Jahre 1859 beschleunigt. Begegnungen zwischen Aborigines und Siedlern waren selten. 1877 wurden auf den Goldfeldern von Kiandra Aborigines von einem Regierungsbeamten gesehen, die opiumabhängig waren. Im Gebiet von Tumut starb der letzte Aborigine 1877, im Canberra-Gebiet 1897 und der «letzte Aborigine der Snowy Mountains» starb im Alter von 62 Jahren im Gebiet von Cooma im Jahre 1916.

## Erschließung
Die Erforschung begann 1835. Bekannt wurden die Snowies durch ein Dammprojekt, das Snowy-Mountains-System. Es handelt sich dabei um ein Staudammprojekt des Snowy Rivers, welches sowohl Trinkwasser als auch Elektrizität für Canberra garantieren sollte. 1949 wurde mit dem Projekt begonnen, hierfür wurden 100.000 Leute angestellt, von denen zwei Drittel aus 30 anderen Ländern kamen.
Sozial markierte diese Epoche für Australien das Entstehen eines „Schmelztiegels“, was zum einen Australiens Charakter veränderte und zum anderen seine Öffnung für andere Kulturen förderte.
1974 waren 145 km Tunnelstrecke und 80 km Aquädukte gebaut worden, die 16 Dämme, 7 Kraftwerke (davon 2 unterirdisch) und eine Pumpstation miteinander verbanden. Die größte Talsperre der Anlage stellt mit 162 Metern die Talbingo-Talsperre dar. 1967 stufte die American Society of Engineers das Snowy Scheme als eines von sieben ingenieurtechnischen Wundern der modernen Welt ein. Obwohl die Prinzipien der Elektrizitätsgewinnung aus Wasserkraft einfach sind, war dieses Projekt ein Meilenstein in Australiens industrieller und kultureller Entwicklung im 20. Jahrhundert.

## Tourismus
An 140 Tagen im Jahr bedeckt Schnee die Gipfel. Heute sind die Snowies das Zentrum von Australiens Winter-Tourismus. Bekannte Wintersport-Orte sind Thredbo, Falls Creek und Mount Hotham.
Die Wintersportsaison dauert von Juni bis Oktober.